# Juan Sebastián Cárdenas
Juan Sebastián Cárdenas Cerón (Popayán, Cauca, 1978) es un escritor colombiano, autor de las novelas Zumbido (451 editores, 2010. Reeditada por Periférica, 2017), Los estratos (Periférica, 2013, Premio Otras Voces, Otros Ámbitos), Ornamento (Periférica, 2015) y El diablo de las provincias (Periférica, 2017, Premio de Narrativa José María Arguedas, 2019). 
Publicó también el libro de relatos Carreras delictivas (Editorial Universidad de Antioquia, 2006/ reeditado por 451 editores, 2008). Asimismo es autor de numerosas traducciones.
Entre sus traducciones más notables se encuentran autores como William Faulkner, Thomas Wolfe, Gordon Lish, David Ohle, J. M. Machado de Assis y Eça de Queirós.

## Obras
Cuento
- Carreras delictivas, Editorial Universidad de Antioquia, 2006, Medellín; Editorial 451, 2008, Madrid.
- Volver a comer del árbol de la ciencia, Editorial Tusquets, 2018, Bogotá.

Novela
- Zumbido, Editorial 451, 2010, Madrid; Editorial Periférica, 2017, Madrid.
- Los estratos, Editorial Periférica, 2013, Madrid. (VI Premio Otras Voces, Otros Ámbitos)
- Ornamento, Editorial Periférica, 2015, Madrid.
- Tú y yo, una novelita rusa, Editorial Cajón de Sastre, 2015, Bogotá.
- El diablo de las provincias, Editorial Periférica, 2017, Madrid. (Premio de Narrativa José María Arguedas, 2019)
- Elástico de sombra, Editorial Sexto Piso, 2019, Madrid
- Peregrino transparente, Editorial Periférica, 2023, Madrid.

En antologías
- Señales de ruta. Arango Editores, 2008.
- Madrid, con perdón. Edición y prologuillo de Mercedes Cebrián. Antología de textos sobre Madrid a cargo de Elvira Navarro, Fernando San Basilio, Esther García Llovet, Carlos Pardo, Juan Sebastián Cárdenas, Jimina Sabadú, Antonio Rodríguez, Óscar Esquivias, Natalia Carrero, Grace Morales, Álvaro Colomer, Iosi Havilio y Roberto Enríquez. Editorial Caballo de Troya, 2012.
- Disculpe que no me levante. Textos de Lina Meruane, Richard Parra, Liliana Colanzi, Selva Almada, Iosi Havilio. Carlos Labbé, Fernanda Trías, Isabel Mellado, Sebastián Antezana, Mariana Graciano, Carlos Yushimito, Giovanna Rivero, Mónica Ríos, Maximiliano Barrientos, Andrea Jeftanovic, Rodrigo Hasbún, Andrés Felipe Solano, Laia Jufresa, Juan Sebastián Cárdenas y Federico Falco. Editorial Demipage, 2014.
- Puñalada Trapera. Antología colombiana de cuentos de Antonio García Ángel, Mónica Gil Restrepo, Luis Noriega, Pilar Quintana, Andrés Mauricio Muñoz, Carolina Cuervo, Gilmer Mesa, Patricia Engel, Andrés Felipe Solano, Mariana Jaramillo Fonseca, Orlando Echeverri Benedetti, Gloria Susana Esquivel, Daniel Ferreira, Margarita García Robayo, Juan Cárdenas, Daisy Hernández, Humberto Ballesteros, Juliana Restrepo, César Mackenzie, Daniel Villabón, Natalia Maya Ochoa y Matías Godoy. Rey Naranjo Editores, 2018.
- Jóvenes escritores latinoamericanos - Bogotá39. Textos de Carlos Manuel Álvarez, Frank Báez, Natalia Borges Polesso, Giuseppe Caputo, Juan Cárdenas, Mauro Javier Cárdenas, María José Caro, Martín Felipe Castagnet, Liliana Colanzi, Juan Esteban Constaín, Lolita Copacabana, Gonzalo Eltesch, Diego Erlan, Daniel Ferreira, Carlos Manuel Fonseca, Damián González Bertolino, Sergio Gutiérrez Negrón, Gabriela Jauregui, Laia Jufresa, Mauro Libertella, Brenda Lozano, Valeria Luiselli, Alan Mills, Emiliano Monge, Mónica Ojeda, Eduardo Plaza, Eduardo Rabasa, Felipe Restrepo Pombo, Juan Manuel Robles, Cristian Romero, Juan Pablo Roncone, Daniel Saldaña París, Samanta Schweblin, Jesús Miguel Soto, Luciana Sousa, Mariana Torres, Valentín Trujillo, Claudia Ulloa Donoso, Diego Zúñiga. Tragaluz editores, 2018.